# Daniel Fallström

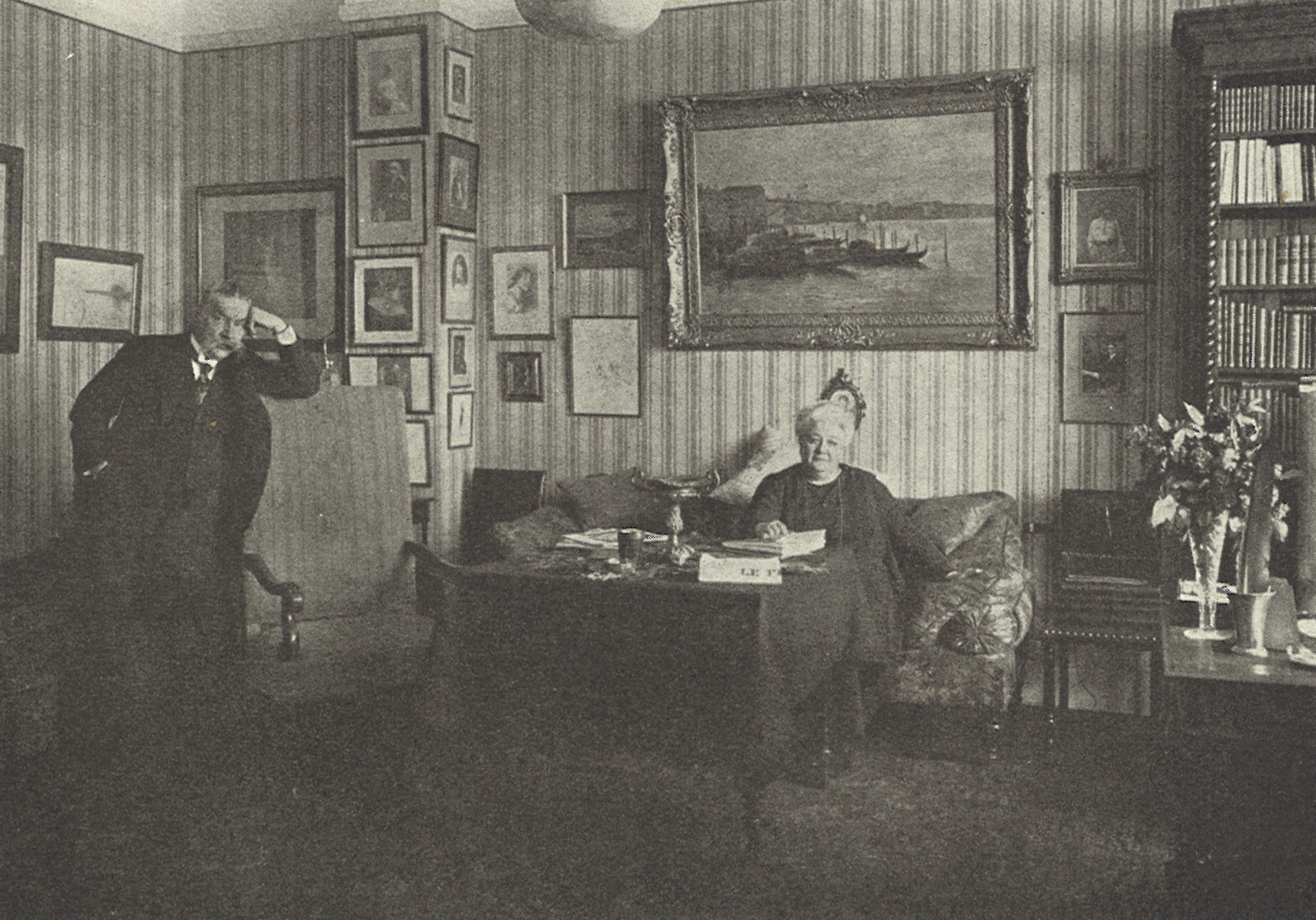
Daniel Fallström med hustrun Anna (född Larsson) i makarnas hem på Runebergsgatan i Stockholm. Ur ett reportage i Vecko-Journalen 1925.

Carl Daniel Fallström, född den 26 oktober 1858 i Gävle, död den 19 januari 1937 i Stockholm, var en svensk författare, skådespelare, journalist och teaterkritiker.

## Biografi
Fallström utbildade sig först till skådespelare, men drogs snart mer mot det litterära. Han arbetade som journalist för Figaro 1878–1881 och därefter för Aftonbladet 1881–83, även som Pariskorrespondent. Han arbetade senare som journalist för en rad andra tidningar och tidskrifter, samt var teateranmälare i Nya Dagligt Allehanda 1906–09 och från 1909 i Stockholmstidningen. Under sin tid som utrikeskorrespondent i Paris även skrev sin första novellsamling Novelletter. Hans första större diktsamling I vinterqväll kom ut 1887, men rymde dikter skrivna så tidigt som 1881. Han utkom därefter flitigt med nya diktsamlingar, och blev snabbt en uppburen och flitigt anlitad poet, inte minst vid olika tillfälliga högtidligheter som invigningar och jubileer. Som deklamatör av sin egen poesi attraherade han inte minst Stockholms kvinnliga publik.
1889 skrev Fallström librettot till Helena Munktells opera I Firenze.
Utöver de olika tillfällighetsdikterna var historiska motiv, hyllningar till kvinnan, natur- och stämningslyrik, patriotiska maningar och Stockholmsskildringar återkommande teman i Fallströms diktning. Hans stil var utpräglat romantisk, och han var en flyhänt och inspirerad stämningspoet snarare än någon utstuderad stilist.
Fallström medverkade en månad i Ernst Rolfs Fenixkabaré 1918, detta som ett led i Rolfs försök att ge plats även åt den finare litteraturen inom kabaret- och varietévärlden.
Många av Fallströms dikter har tonsatts av så olikartade kompositörer som å ena sidan Hugo Alfvén och Wilhelm Peterson-Berger, och å den andra Fred Winter. Den mest kända Fallströmtonsättningen är kanske Rosen och fjärilen, som sjöngs in på skiva av Ingvar Olsson 1954, samt  Annina, tonsatt av Oskar Merikanto. 
Fallström är begravd på Norra begravningsplatsen i Stockholm.